# صيح (بني مطر)
صيح هي إحدى قرى عزلة العروس بمديرية بني مطر التابعة لمحافظة صنعاء، بلغ تعداد سكانها 1053 نسمة حسب تعداد اليمن لعام 2004.